# Austeucharis ilyichi
Austeucharis ilyichi är en stekelart som först beskrevs av Girault 1936.  Austeucharis ilyichi ingår i släktet Austeucharis och familjen Eucharitidae. Inga underarter finns listade.